# Heros liberifer
Heros liberifer là một loài cá nước ngọt nhiệt đới thuộc chi Heros trong họ Cá hoàng đế. Loài này được mô tả lần đầu tiên vào năm 2015.

## Tên gọi
Tên gọi của loài này, liberifer, được ghép từ liberi ("con cái") và ferre ("mang đi") trong tiếng Latin, chỉ việc ấp trứng và bảo vệ cá con bằng miệng của chúng.

## Phân bố và môi trường sống
H. liberifer là loài đặc hữu của lưu vực sông Orinoco, đặc biệt là trong những khu rừng ngập nước. Loài này ưa môi trường nước có độ pH khoảng 4 - 6 và nhiệt độ khoảng 27 °C.
H. liberifer sinh sản trong các khu rừng ngập nước ven sông vào mùa lũ. Vào đầu mùa khô, chúng sẽ rời nơi này và sẽ trú mình trong những khúc gỗ, thân cây bị ngập nước. Khi mùa nước bắt đầu lên, chúng thường tìm nơi trú ẩn trong các khe hở giữa các tảng đá.

## Mô tả
H. liberifer trưởng thành dài khoảng 16 cm. H. liberifer khác với các loài họ hàng của nó ở một số điểm sau: Nửa thân dưới của nó có những hàng chấm màu đỏ cam ở hai bên cơ thể; các đốm ở đuôi được nhìn thấy rõ ràng; và các chấm nhỏ màu sậm trên mang và má ở cá đực trưởng thành. Ngoài ra, H. liberifer còn có khoảng 8 - 9 sọc màu nâu trên cơ thể, riêng sọc thứ 2 (tính từ cuống đuôi) có màu đen; vây hậu môn và vây bụng có màu ửng đỏ, trong khi vây lưng và vây đuôi có màu xám đen; mống mắt có màu đỏ tươi.
Số ngạnh ở vây lưng: 15 - 16; Số vây tia mềm ở vây lưng: 12 - 13; Số ngạnh ở vây hậu môn: 6 - 7; Số vây tia mềm ở vây hậu môn: 10 - 11; Số đốt sống: 17.
H. liberifer thường đính các quả trứng trên bề mặt thẳng đứng, thi thoảng là bề mặt nằm ngang. Việc ấp trứng diễn ra khoảng 40 giờ sau khi cá mái đẻ trứng ở nhiệt độ 27 °C. Cá bố và cá mẹ đều bảo vệ cá con trong miệng.